# San Giacomo in Paludo
San Giacomo in Paludo es una isla italiana de la laguna de Venecia que posee una superficie de 0,012 kilómetros cuadrados.  Se encuentra entre Murano y la Madonna del Monte, a lo largo del canal de Scomenzera. 
En 1046 se construyó un monasterio dedicado a Santiago el Mayor, que dio albergue a los viajeros y peregrinos. En 1456 fue utilizado como un hospital temporal y en el siglo XVI fue habitado por los frailes franciscanos. En 1810 los edictos de Napoleón suprimieron el monasterio que fue demolido. Fue utilizado desde entonces y hasta 1961 como un puesto militar. Fue restaurada aunque parcialmente está en ruinas.